# Black Sails
Black Sails är en amerikansk-sydafrikansk dramaserie skapad av Jon Steinberg och Robert Levine. Karaktärerna Kapten Flint och John Silver är lånade från Robert Louis Stevensons roman Skattkammarön, men de flesta karaktärer som John Rackham, Anne Bonney och Charles Vane är baserade på verkliga pirater.

## Rollista i urval
- Toby Stephens – Kapten Flint[1]
- Tom Hopper – Billy Bones
- Sean Cameron Michael – Richard Guthrie, Nassaus korrupte guvernör
- Hannah New – Eleanor Guthrie, Richards dotter
- Zach McGowan – Kapten Charles Vane
- Luke Arnold – John Silver
- Mark Ryan – Mr. Gates
- Hakeem Kae-Kazim – Mr. Scott
- Toby Schmitz – John Rackham
- Clara Paget – Anne Bonny
- Jessica Parker Kennedy – Max